# Ветёлки (Оренбургская область)
Ветёлки — посёлок в Первомайском районе Оренбургской области. Входит в состав Уральского сельсовета.

## География
Посёлок расположен в 39 км к югу от районного центра посёлка Первомайский.

## История
Основан в 1930 году как отделение совхоза «Уральский». В 1966 г. Указом Президиума ВС РСФСР поселок отделения № 2 совхоза «Уральский» переименован в Ветёлки.

## Население
| 2010 |
| ---- |
| 105  |